# Plenerowe Muzeum Czarnego Dębu (Rožkov)
Plenerowe Muzeum Czarnego Dębu (česky Venkovní muzeum černého dubu) je muzeum (skanzen), které se nachází ve vesnici Rožkov u vodní protipovodňové plochy Polder Buków v gmině Krzyżanovice v okrese Ratiboř ve Slezském vojvodství, poblíž česko-polské státní hranice v Polsku a představuje především "mladou" černou fosilii kmene dubu.

## Další informace
Muzeum představuje v jedné expozici zajímavý černý kmen dubu letního (Quercus robur L.). Tento kmen a jemu podobné kmeny v oblasti byly zasypané v zemi či pod vodou několik set až několik tisíc let. Po jejich nalezení a vykopání jsou využity k vědeckým, vzdělávacím,  popularizačním a turistickým účelům. Černé zbarvení kmenů vzniklo přírodními procesy fosilizace ovlivněnými ionty železa. Černé duby vznikají povodňovou činností nedaleké řeky Odry a patří ke chloubám gminy Krzyżanovice a okresu Ratiboř. Na místě jsou také instalované dvě informační tabule zaměřené na vznik černých dubů a již nežijící místní rodačku „tantu Anu Otlik“, turistický přístřešek a sportoviště. K místu vedou také cyklostezky. Místo je celoročně a celodenně volně přístupné. 

## Galerie

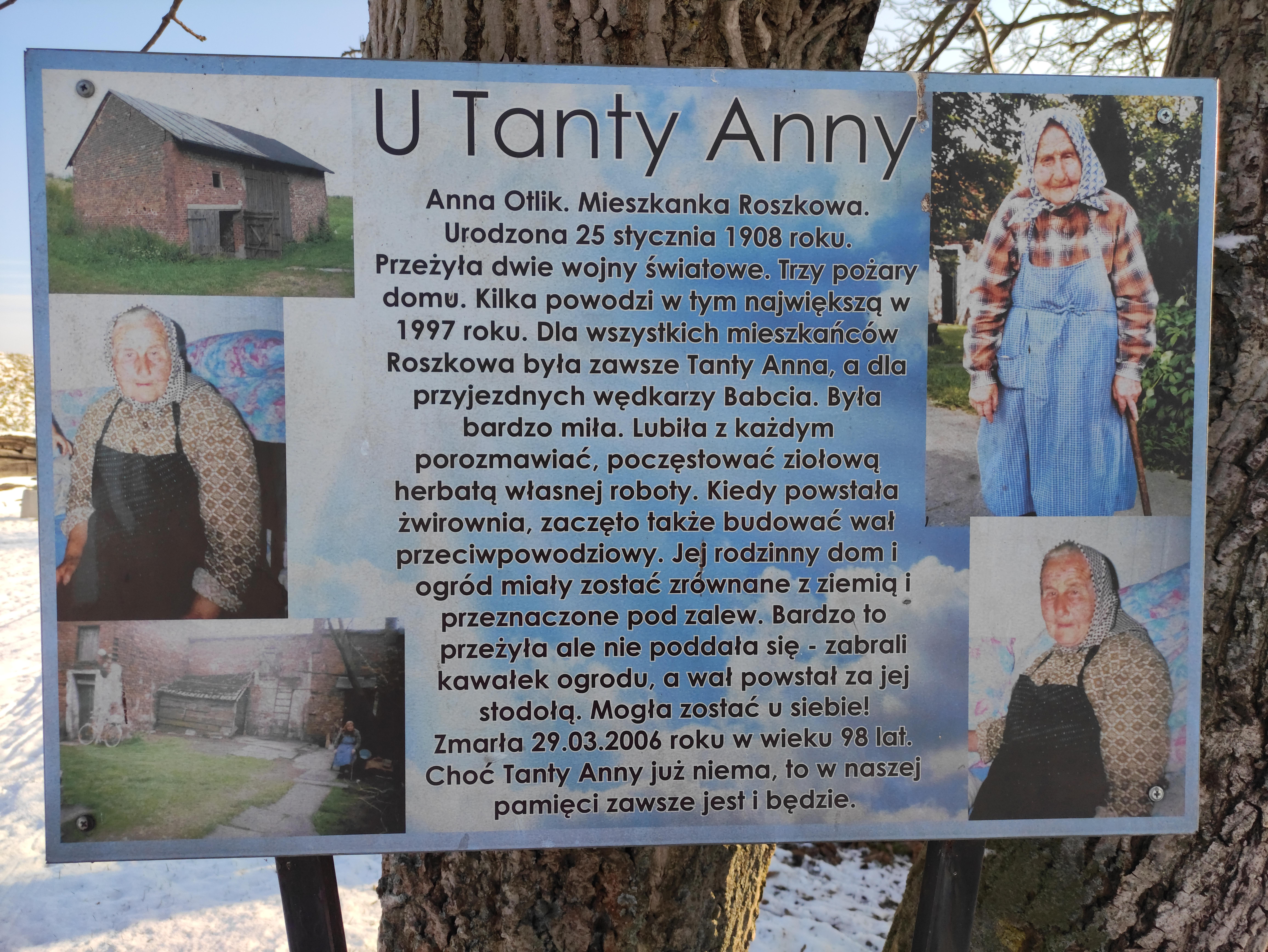
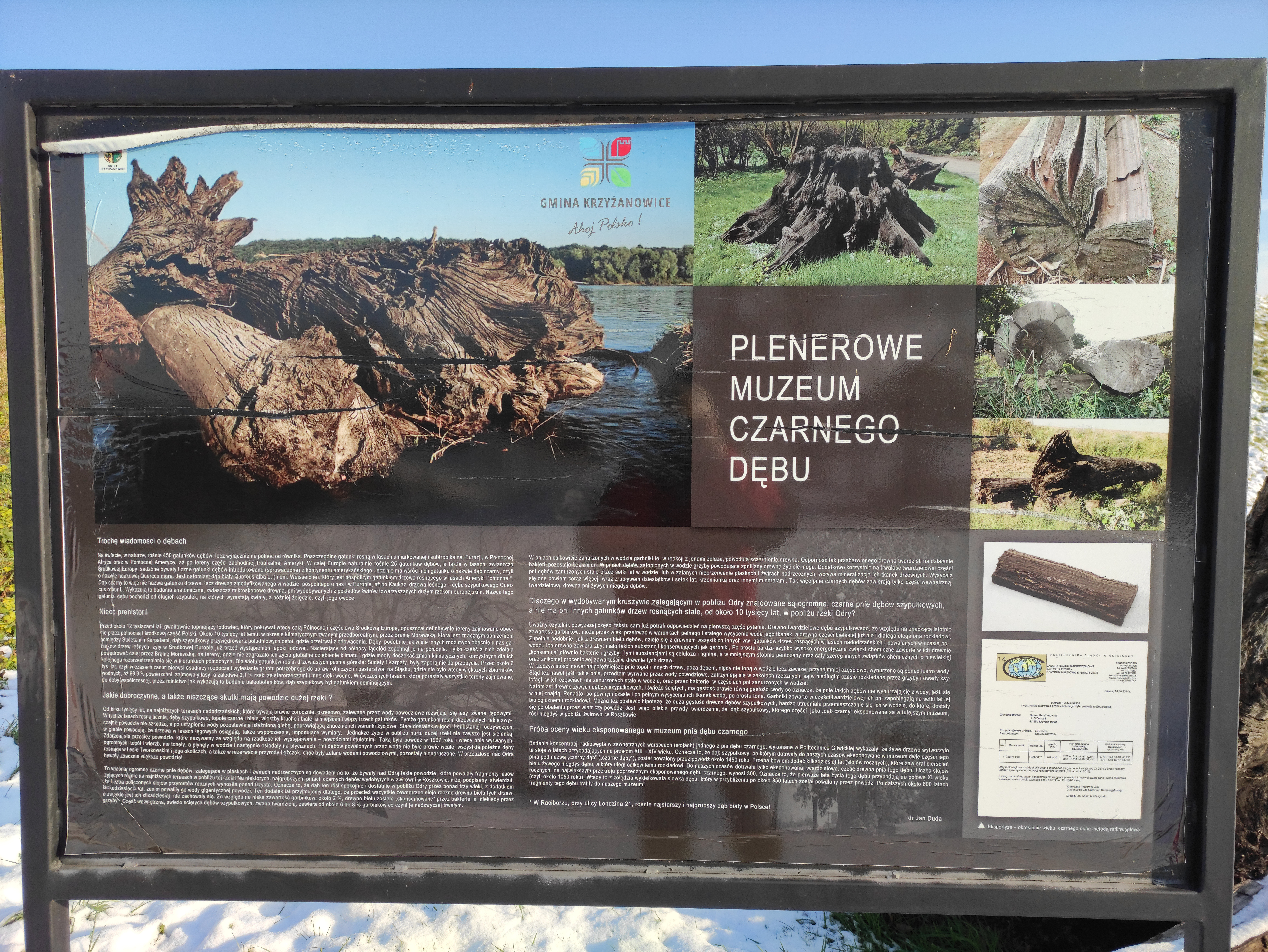
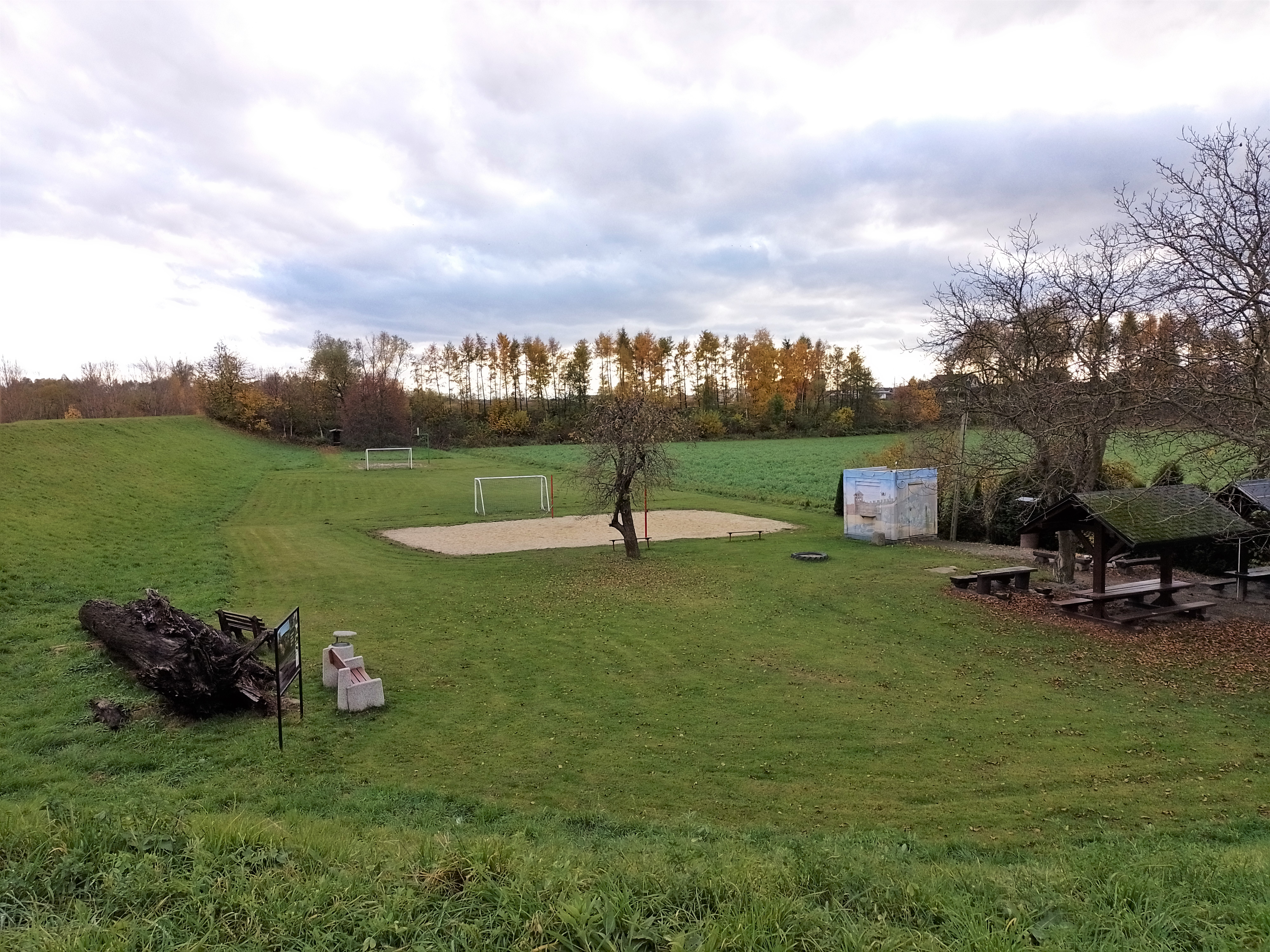
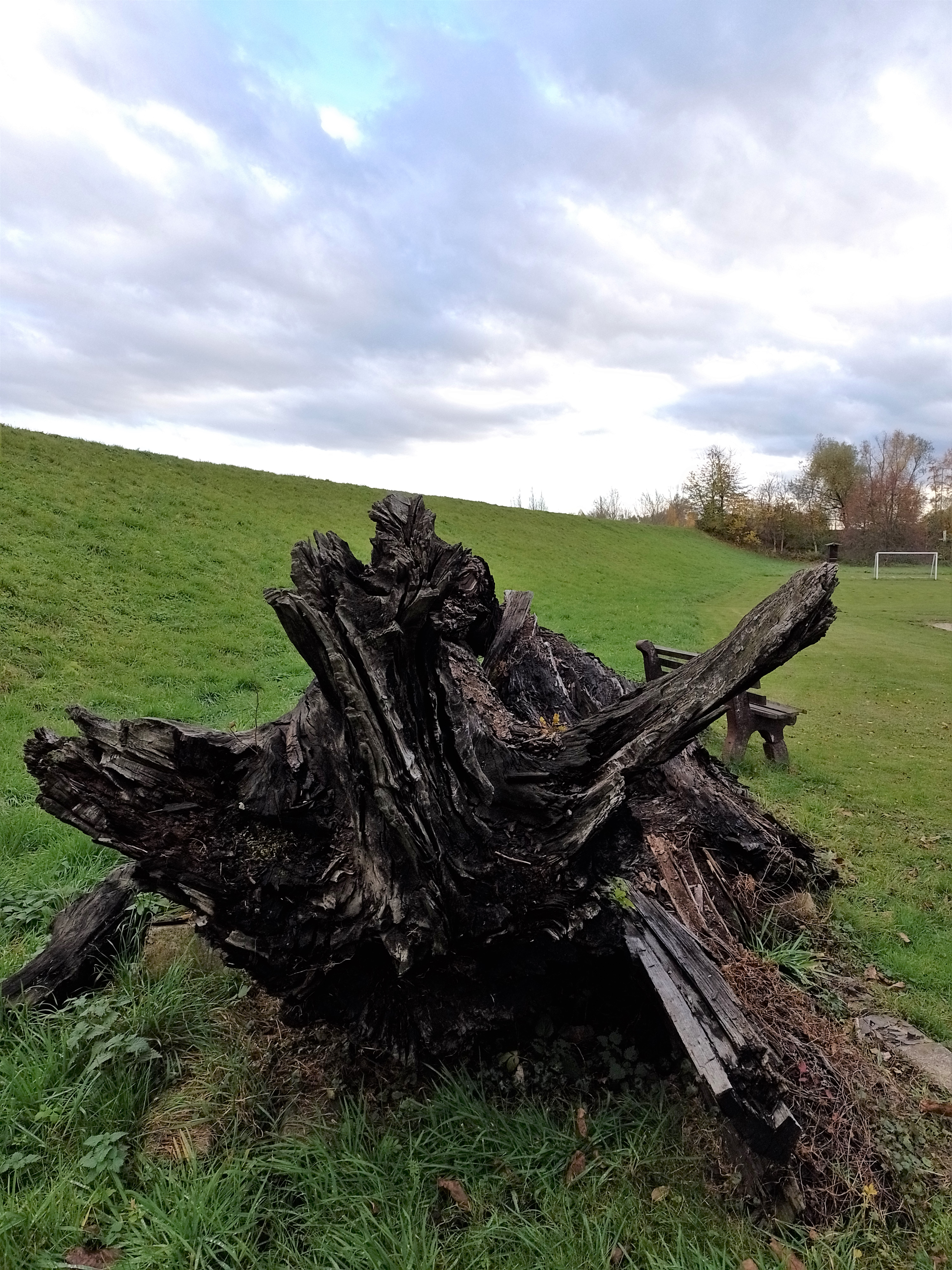